# نزف المهبل
نزف المهبل (بالإنجليزية Vaginal bleeding) أو نزف مهبلي (colporrhagia). يشير إليه أنه هو نزف من خلال المهبل، بما في ذلك النزف من جدار المهبل نفسه وهو غير النزف المرتبط بالدورة الشهرية، قد يكون النزف على شكل نقط أو كميات بسيطة وبين نزف غزير ومزمن.ينشأ عادة من بطانة الرحم، ولكن قد يكون النزف من عنق الرحم، والمهبل، ونادرًا مايكون من قناة فالوب.
قد يكون النزف نتيجة للجماع، أو تأثيرات خارجية نتيجة أجسام غريبة أو جروح في البطن أو في الأجزاء التناسلية.أو بسبب مشاكل هرمونية أو عضوية من الجهاز التناسلي.النزف المهبلي قد يحدث في أي عمر، لكنه يحتاج دائمًا عندما واجه التحقيق في الأطفال الإناث أو النساء بعد سن اليأس. النزف المهبلي أثناء الحمل قد يؤدي إلى مضاعفات الحمل ربما يحتاج إلى معالجة طبية.

## الأسباب
قد يكون النزف ناتجا عن اسباب مرضية أو فسيولوجية عديدة، ومنها:
- التهاب عنق الرحم.
- الحمل خارج الرحم.
- التهاب بطانة الرحم.
- مشاكل أو اضطرابات هرمونية.
- مرض السيلان، داء المتدثرات أو غيرها من الأمراض المنقولة جنسيا.
- قصور الدرقية.
- غزارة الطمث.
- اجهاض الجنين.
- تكيس المبايض.
- مرض الحوض الالتهابي.
- التهاب المهبل.
-تليف الرحم.
- سرطان في أي مكان أو عضو من أعضاء الجهاز التناسلي.
- الممارسات الجنسية: من خلال استجواب المريضة أو المرافق لها ممكن معرفة الأسباب، فك البكارة غشاء البكارة للفتيات الصغيرات، أو نزف من المهبل عند النساء اللواتي سبق وأنجبن من خلال ممارسة الجنس، أو نزف المتضمن إما من فتحة الشرج والمهبل، نزف من الأعضاء التناسلية نتيجة الحوادث أو حوادث السير أو جروح في البطن أو نتيجة إدخال أجسام غريبة في المهبل خاصة عند الصغيرات، أو إدخال أجسام غريبة عند النساء الكبيرات اللواتي يستعملن هذه الأجسام أثناء ممارسة العادة السرية.

## الأعراض
تكون الاعراض بنزول دم من المهبل، والذي قد يكون عبارة نقط بسيطة تلاحظ عند دخول المرحاض أو يكون نزف غزير قد يستمر لساعات.قد يكون النزف مصحوبا بالم، وخاصة إذا ما كان السبب جروح داخلية.أو اسباب خارجية.فقدان للوعي قدي يكون بسبب الالم أو بسبب فقد كمية كبيرة من الدم.

## التشخيص
للتشخيص في هذه الحالة يوجد عدة اجرات حسب كل حالة منها:
نزف عند فض البكارة، أو نتيجة ممارسة الجنس لاسباب اما ان يكون المهبل صغير أو ان تكون الممارسة الجنسية غير سليمة. وعند محاولة مشاهدة المهبل من الداخل بواسطة الموسعات أو نزف من المثانة أو من الشرج أو تهتك في جيب الدوغلاس.
ماصلات حقن، وجود آثار جروح أو ضربات أو إذا كان بالإمكان تصوير الوضع، فحص نسائي للمهبل وعنق الرحم.فحص السائل في المهبل لمعرفة فيما إذا كان هناك سائل منوي أم لا، ويمكن إجراء مسحة من عنق الرحم أو من فتحة الإحليل لمعرفة فيما إذا كانت المريضة مصابة بالسيلان أم لا.
فحص داخلي وخارجي لمعرفة إذا ما كان هناك حمل.
-في حالات الإصابات يمكن مشاهدة تورمات على الجلد ويمكن مشاهدة نزف رحمي أو بول دموي أو خروج في المهبل.
-في حال استئصال الجسم الغريب لاحظ أن لا تكون إصابات نتيجة استئصاله وكذلك استعمل الملقط أو الكماشة الخاصة.
-في حالات البنات الصغيرات استعمل لفحص المستقيم الإصبع الصغير إذا ما شعرت بوجود جروح مرافقة أرسل المصابة إلى المشتشفى
ويجب ان يتم إرسال المصابة إلى المستشفى في الحالات التالية:
- في حال كان النزف في طفلة لم تصل إلى سن البلوغ.
- في حال كان النزف عند امرأة بدأت باستخدام حبوب منع الحمل.
- أو كانت المرأة قد وصلت إلى سن الياس.
-إذا كانت هناك الام شديدة ونزف شديد.

## العلاج
إذا كان النزف نتيجة فض البكارة أو نتيجة الجماع أو أجسام غريبة أو استعمال العنف فإنه يتم اتخاذ اجرات ضرورية هي: تقطيب الجروح الناتجة عن ذلك وكذلك ربط الأوعية الدموية.مراقبة الدورة الدموية. وضع الدواء الوريدي وأخذ دم قبل ذلك لإجراء الفحوصات الضرورية.لاتعطى في هذه الحالات المورفين. لا تعطى سوائل عن طريق الفم. الأجسام الغريبة والمكسورة لا تنزع من مكانها الا في المستشفى أو عند اخصائي. عند وجود جروح في المثانة والمستقيم أو وجود فتحة فيالبطن ووجود فقدان كبير للدم يجب تحويل المريضة إلى المستشفى. وضع الدواء الوريدي وحين ذلك أخذ عينة دم لمعرفة وحدة الدم وفحص الدم والتحضير لإعطاء وحدة أو وحدات دم. عند إرسال المريضة إلى المستشفى يجب أن يكون رأس المريضة منخفضاً عن بقية جسمها خاصة ساقيها. في حال ما إذا كان يوجد أجسام غريبة سببت النزف.تعطى المريضة مضاد تيتانوس إذا مر على إعطاء الطعم مثل ذلك ثلاث سنوات. وإن كان هناك شكوك في أن النزف سببه جروح داخلية في البطن يجب فتح البطن والاستكشاف. في حال كان النزف قادم من المهبل وليس من المستقيم أو في البول. يمكن إدراج فوطة في المهبل للتأكد من أن مصدر النزف قادم من منطقة المهبل، وعنق الرحم والرحم. يجب تجنب تناول الأسبرين لأنه قد يطيل النزف. إذا كان سبب النزف المريض من اضطراب في الهرمونات، تعطى المريضة العلاج الهرموني اللازم مع حبوب منع الحمل. تعطى المريضة مكملات فقر الدم في حالات فقد الدم الشدية. وللوعي الاجتماعي دور كبير في الوقاية من هذه الإصابة، حيث طريقة الممارسة الجنسية السليمة، عدم معاشرة الصغيرات قبل سن البلوغ، تثقيف الفتيات والشباب في التعامل الجنسي.
[بحاجة لمصدر طبي]